# Acridini
Az Acridini az egyenesszárnyúak (Orthoptera) rendjébe sorolt sáskafélék (Acrididae) Acridinae alcsaládjának névadó nemzetsége.

## Rendszerezés
A nemzetségbe az alábbi nemek tartoznak:
- Acrida
- Acridarachnea
- Caledia
- Calephorops
- Cryptobothrus
- Froggattina
- Perala
- Rapsilla
- Schizobothrus

## Magyarországon honos
- Acrida nem:
  - sisakos sáska (Acrida hungarica)